# Jean-Joseph Benjamin-Constant

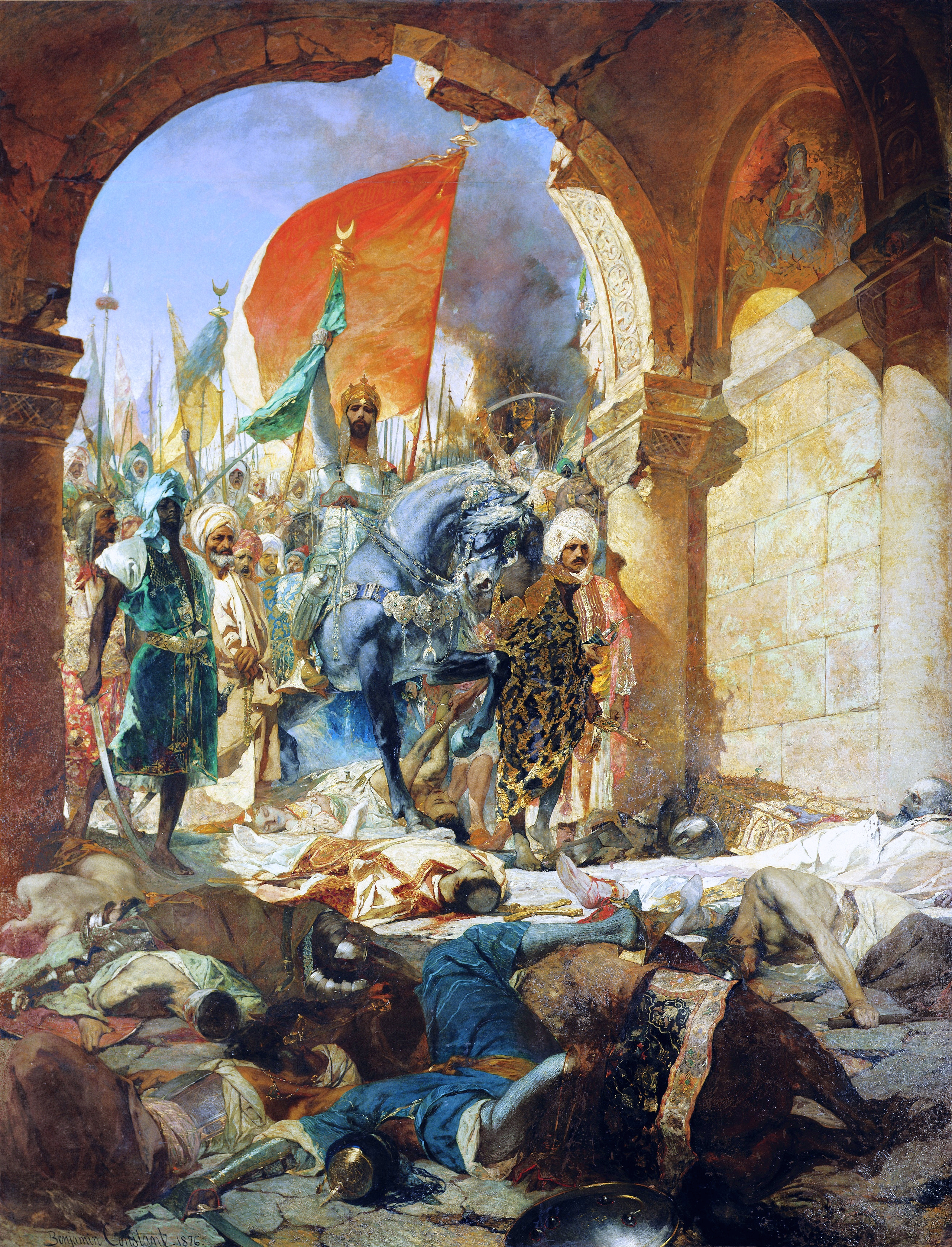
Vjezd Mehmeda II. do Konstantinopole (1876)
Musée des Augustins Toulouse

Jean-Joseph Benjamin-Constant (také známý jako Benjamin Constant), rodným jménem Jean-Joseph Constant (10. června 1845, Paříž, Francie – 26. května 1902, Paříž, Francie), byl francouzský malíř orientalista, spisovatel a portrétista. Byl jedním z oblíbených portrétistů francouzské a britské aristokracie.

## Životopis
Benjamin Constant se narodil v Paříži jako syn Josepha Jean-Baptiste Constanta, zaměstnance poštovní správy, a Catherine Pichot-Duclos. Když Benjaminovi byly dva roky zemřela mu v roce 1947 matka. Jeho otec se poté přestěhoval do Toulouse.
Constant studoval od roku 1859 na Vysoké škole výtvarných umění v Toulouse (École des beaux-arts de Toulouse), kde byl žákem francouzského malíře Julese Garipuy. Byl přítelem sochařů Laurenta Marquesteho, Jean-Antoina Injalberta a Antonina Merciého. Poté, co na škole v Toulouse získal několik ocenění, využil v roce 1866 grantu od města Toulouse, což mu umožnilo studovat na École des Beaux-Arts v Paříži. (Později se na této škole stal učitelem.) V Paříži se 28. listopadu 1866 zapsal do ateliéru Alexandre Cabanela.
V roce 1868 se neúspěšně pokoušel získat cenu Prix de Rome, udělení této ceny znamenalo získat stipendium. Následující rok opět neuspěl a tak se rozhodl školu opustit. Na pařížském Salonu představil své první dílo Hamlet et le Roi (Hamlet a král), které stát koupil pro Musée Massey v Tarbesu. Nyní je obraz vystaven v Musée d'Orsay.
Jeho raný styl byl ovlivněn jednak Eugènem Delacroixem a také pobytem v marockém Tangeru, kde v roce 1870 žil a pracoval u malířů Georgese Clairina a Henriho Regnaulta. V roce 1870 se vrátil do Francie a zúčastnil se francouzsko-pruské války.
Dne 18. března 1871 se v Paříži oženil s učitelkou Delphine Badierovou. V letech 1871 až 1873 navštívil Španělsko, Madrid, Toledo, Cordobu a Granadu, kde se setkal i s malířem Marià Fortunou. Přes Gibraltarský průliv docestoval do Maroka. V Tangeru zůstal osmnáct měsíců. Procestoval zem s přítelem svého otce Charlesem Tissotem. Setkal se i se sultánem a jeho družinou. V Maroku nakupoval různé předměty, které mnohdy použil v orientálních kompozicích svých obrazů.
V roce 1873 se vrátil do Francie. Jeho manželka zemřela 28. října 1873 v Narbonne. Constant se poté usadil v Paříži a sdílel studio na Montmartru na ulici rue Gabrielle č. 31 s malířem Edmondem Yarzem (1845–1920).

## Kariéra
Constant se stal úspěšným malířem. V Paříži se 8. listopadu 1875 oženil podruhé a to s Catherine-Jeanne Arago (1851–1909), dcerou Emmanuela Araga, s níž měl dva syny. V roce 1883 se vrátil do Tangeru.
Mezi jeho významná díla patří Last Rebels (Poslední rebelové), Justice in the Harem (Spravedlnost v harému) (obě v Luxembourg Gallery), Les Chérifas a Moroccan Prisoners (Maročtí vězni) nyní v Bordeaux. Jeho velké plátno Vjezd Mehmeda II. do Konstantinopole (Musée des Augustins Toulouse) získalo medaili v roce 1876.

### Fresky
Po roce 1880 změnil svůj styl a věnoval se nástěnné malbě a portrétům. Mezi významné příklady jeho práce patří výzdoba stropu v pařížském hotelu „Hôtel de Ville“ s názvem Paris Convening the World (Paříž svolává svět) a několik fresek v sále akademické budovy pařížské Sorbonny. Také vymaloval strop divadla „Opéra Comique“. Jako portrétista byl oblíben zejména u anglické aristokracie. Jeho obraz Mons fils André (Portrét mého syna Andrého) (Luxembourg Gallery) získal v roce 1896 na pařížském Salonu čestné uznání. Na světové výstavě v Paříži získal zlatou medaili.

### Portréty
Benjamin-Constant byl také úspěšný portrétista. Namaloval portrét papeže Lva XIII., královny Alexandry Dánské, manželky Eduarda VII., lorda Johna Lumley-Savileho a českého novináře Jindřicha Oppera, známého také jako Henri Opper de Blowitz. V roce 1893 se stal členem Akademie výtvarných umění a byl jmenován čestným prezidentem Společnosti orientalistických malířů (Société des Peintres Orientalistes Français). V roce 1893 mu byl udělen Řád čestné legie.
Několikrát navštívil USA a namaloval zde několik portrétů. Metropolitní muzeum umění v New Yorku vystavovalo velký obraz Benjamina-Constanta Justinián. Obraz vrátilo muzeum rodině v roce 1928. Koupil jej John Ringling v roce 1929 a v současné době je vystaven v „Ringling Museum“ v Sarasotě.

### Učitel
Benjamin-Constant učil na Académie Julian a na École des beaux-arts v Paříži. Mezi jeho žáky patřila miniaturistka Alice Beckington a skotský umělec William Somerville Shanks. Constant také napsal řadu studií o francouzských malířích. Spolu s dalšími umělci Nasreddine Dinetem, Paul Leroyem, Jean-Léonem Gérôme a kurátorkou a uměleckou historičkou Léonce Bénédite byl jedním ze zakladatelů „Société des Peintres Orientalistes Français“.
Zemřel 26. května 1902 v 59 letech v Paříži a byl pohřben na hřbitově na Montmartru.

#### Studenti Benjamina Constanta
| Louis Abel-Truchet (1857–1918), Académie Julian         | William Samuel Horton (1865–1936), Académie Julian |
| Many Benner (1873–1965)                                 | Edwin H. Kiefer (1860–1931), Académie Julian       |
| Louis-François Biloul (1874–1947), École des beaux-arts | Paul Peel (1860–1892), Académie Julian             |
| Henri Biva (1848–1928), Académie Julian                 | Louis Roger (1874–1953),École des beaux-arts       |
| Madeleine Carpentier (1865–1949), Académie Julian       | Alphonse Roubichou (1861–1938)                     |
| Angèle Delasalle (1867–1939), Académie Julian           | Joseph Saint-Charles (1868–1956), Kanada           |
| Emma Herland (1855–1947), Académie Julian               | Léon Tanzi (1846–1913), Académie Julian            |
| Camille Godet (1879–1966), École des beaux-arts         | Jules Taupin (1863–1932), École des beaux-arts     |
| Maurice Grün (1870–1947), Académie Julian               | Antony Troncet, Académie Julian                    |
| Henri Guinier (1867–1927), Académie Julian              | Louis Valtat (1869–1952), Académie Julian          |
| Chester C. Hayes (1867–1947), Académie Julian           | Antoine Villard (1867–1934), École des beaux-arts  |

### Galerie

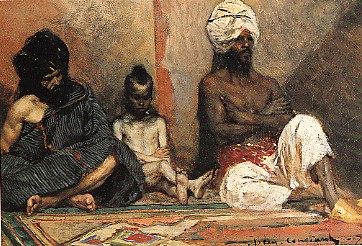
Sedící Arabové  (1877) Dahesh Museum of Art
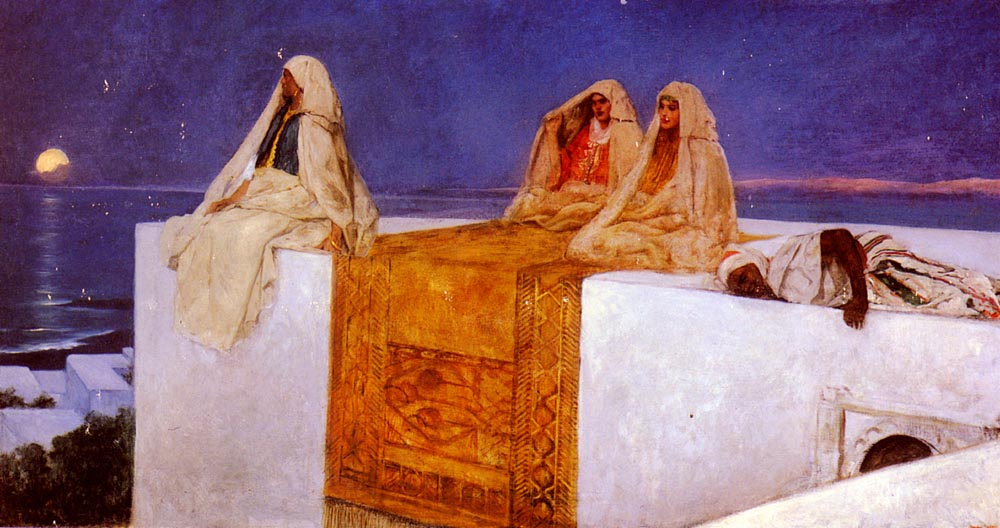
Arabské noci soukr. sbírka
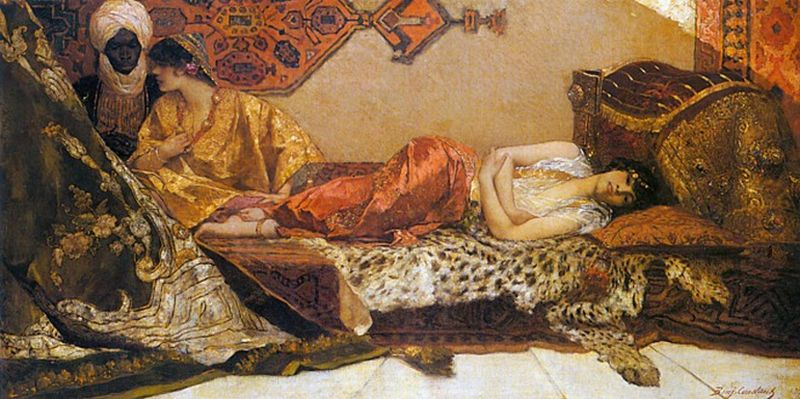
Odaliska (1882) soukr. sbírka
Emírovy favoritky (1879) National Gallery of Art, Washington, D.C.
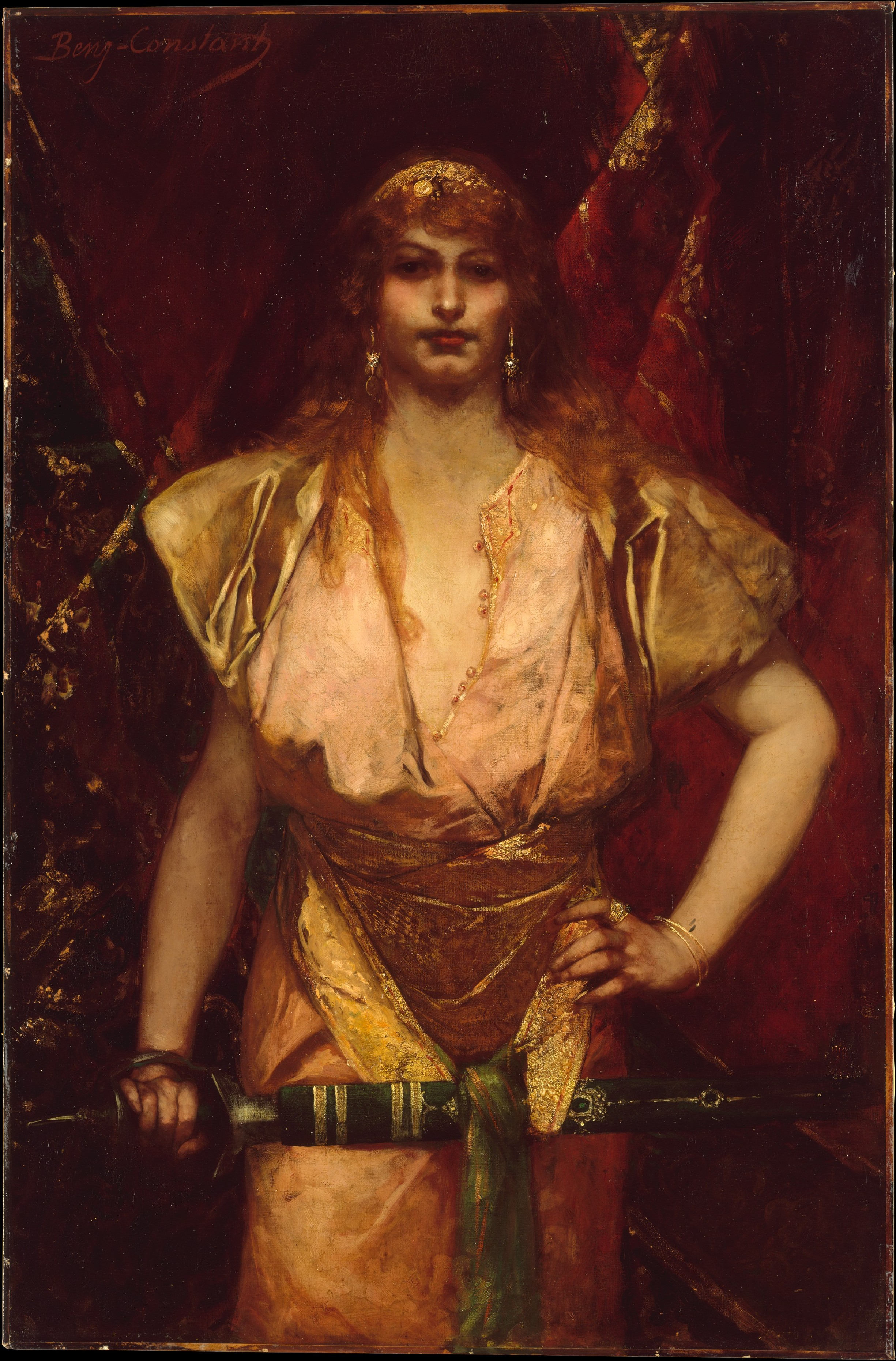
Judita Metropolitní muzeum umění
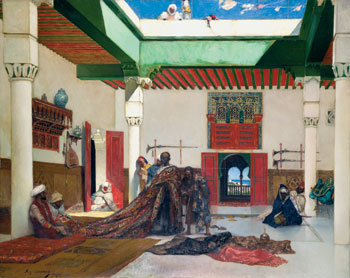
Obchod s koberci v Tangeru (1883) soukr. sbírka
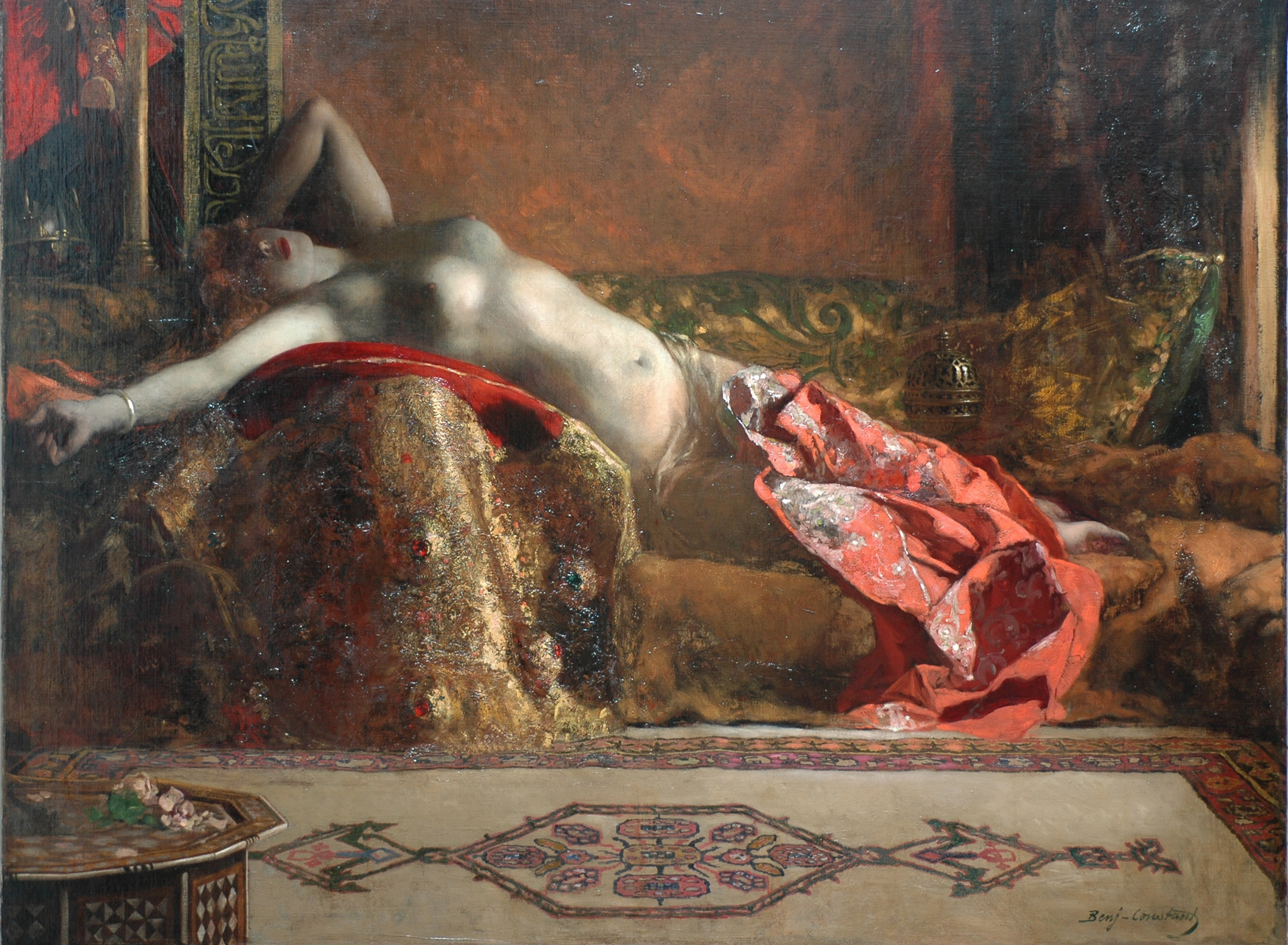
Ležící odaliska Musée d'Orsay
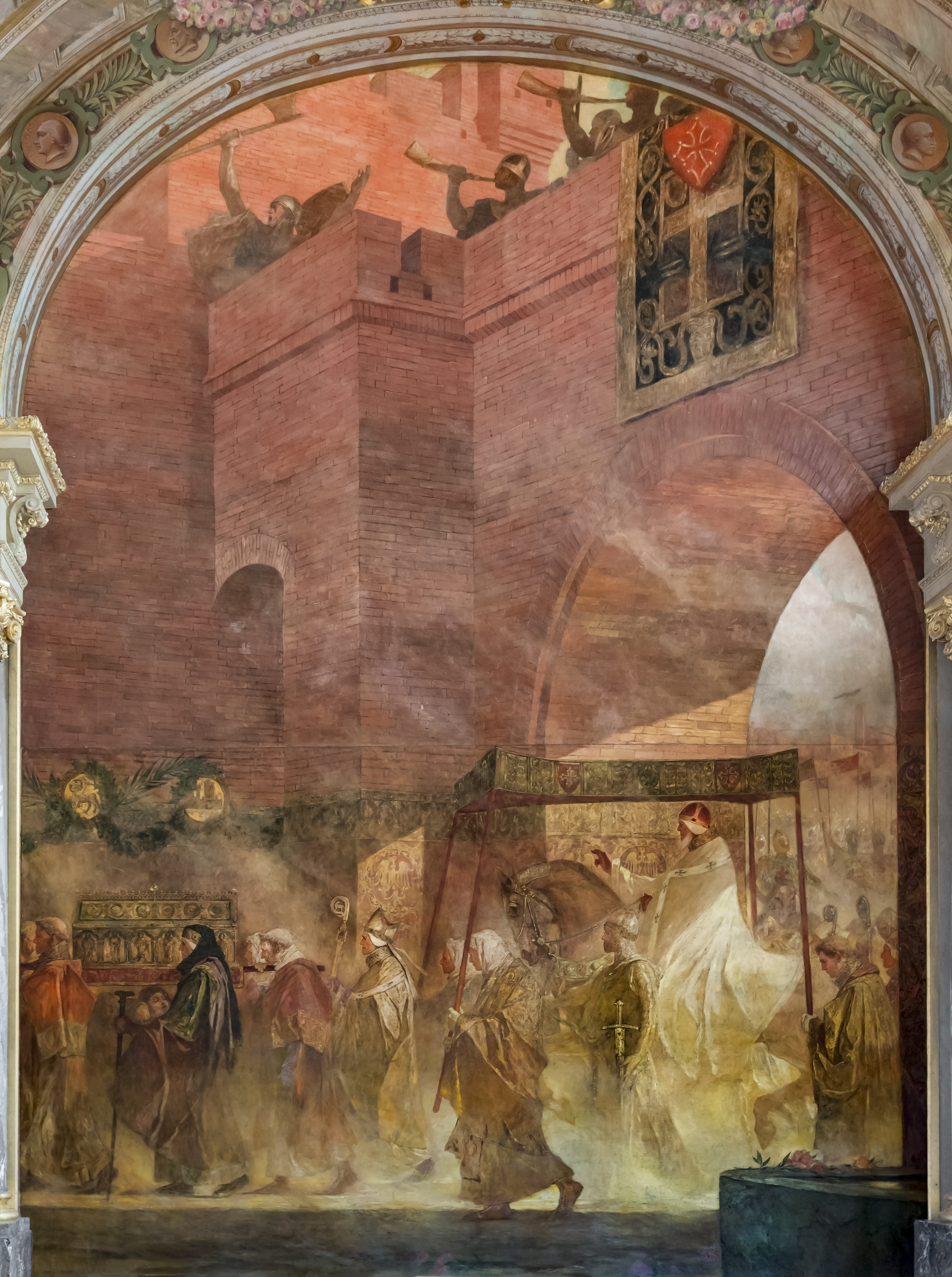
Vjezd papeže Urbana do Toulouse Capitole de Toulouse